# Кръстьо Врачев
Кръстьо Стоянов Врачев е български инженер и политик от партия „Възраждане“. Народен представител в XLIX народно събрание.

## Биография
Кръстьо Врачев е роден на 2 декември 1980 г. в град Хисаря, Народна република България. Завършва специалност „Технология на месото и млякото“ в Университета по хранителни технологии в Пловдив. След 2000 г. работи в сферата на производството на млечни и месни продукти. По-късно се мести да живее в Карлово.

## Политическа дейност
На парламентарните избори през 2023 г. е кандидат за народен представител от листата на партия „Възраждане“, 2-ри в 17 МИР Пловдив – област. Избран е за народен представител от същия многомандателен избирателен район.